# Игрален автомат
Игрален автомат е автоматична машина за игра, монтирана на публично място.
Обикновено работи с монети или жетони. Може да бъде:
- аркадна игра – електромеханична, компютърна или видео игра за забавление, например флипер;
- автомат за хазарт – например слот машина.

Игралните автомати за хазарт в България могат да се експлоатират след утвърждаването на вида им от Държавната комисия по хазарта.